# Pseudozygoneura musicola
Pseudozygoneura musicola är en tvåvingeart som beskrevs av Wallace A. Steffan 1969. Pseudozygoneura musicola ingår i släktet Pseudozygoneura och familjen sorgmyggor. Inga underarter finns listade i Catalogue of Life.